# Osnovna šola Vrhovci
Osnovna šola Vrhovci je izobraževalna ustanova v ljubljanski četrti Vrhovci. 

## Zgodovina
Naselje Vrhovci se je v petdesetih letih tako razraslo, da je bilo že nujno zgraditi osnovno šolo. Tako so krajani sestavili Gradbeni odbor Vrhovci in leta 1958 odprli 1. etapo gradnje šole, ki je potekala v treh etapah. V 2. etapi so dogradili še učilnici, v katerih se sedaj učijo matematiko in slovenščino, v 3. etapi pa še novi del šole s telovadnico leta 1977. Pred dograditvijo zadnjega dela šole je pouk potekal le za učence od 1. do 4. razreda. Prva leta obstoja je bilo v razredih tudi po 42 učencev, šola ni imela telovadnice, telovadba se je odvijala na travniku, v gozdu in v avli. Tik pred izgradnjo novega dela so asfaltirali rokometno in košarkaško igrišče ter uredili atletski del. Šola je doživela nešteto prezidav, tako je dobila učilnico za tehnični pouk, ravnateljevo stanovanje pa je bilo prezidano v pisarne. 
Šola je prišla v zagato, ko se je v šolskem okolišu povečalo naseljevanje. Takrat so od 50 do 60 otrok vozili v dve ljubljanski šoli. Eno šolsko leto so imeli na naši šoli celo tri izmene: jutranjo, popoldansko in opoldansko za 1.razrede.
Na šoli je bilo varstvo uvedeno okoli leta 1970, 2.razredi pa so imeli okoli leta 1975 pouk v vrhovškem vrtcu. Do uvedbe avtobusa številka 14 so se učitelji zelo pogosto menjavali. Pred leti je bilo veliko učencev s Tržaške ceste, kasneje pa se je njihovo število zmanjševalo zaradi mnogo ugodnejših avtobusnih zvez z mestom. Tudi izgradnja nove viške šole na Nanoški ulici je povzročila odliv učencev. Z novim delom Vrhovške šole so pridobili prostor za kabinetni pouk in tudi izgradnja nove kuhinje je pomenila veliko pridobitev, kajti to je pomenilo uvedbo toplih malic in kosil. Zadnja pridobitev pa je nastala leta 1983, iz dveh hodnikov in dveh kabinetov je nastala gospodinjska učilnica.

## Ravnatelji na Osnovni šoli Vrhovci
- Feliks Jug †: 1958/59 - 1967/68
- Minka Banovec: 1968/69 - 1972/73
- Ivanka Milovanović: 1973/74 - 1980/81
- Anton Bregar: 1981/82 - 1982/83
- Anton Prančič: 1983/84 - 1987/88
- Marija Suhadolnik: 1988/89 - 1990/91
- Drago Černoš: 1991/92 - 2003/04
- Marjanca Vampelj: 2004/05 dalje

## Vodstvo šole
- Ravnateljica: Marjanca Vampelj
- Pomočnica ravnateljice: Urška Letnar Smolčič
- Tajnica: Nevenka Krašovec
- Računovodstvo : Mojca Srebrnič in Mirjam Sedej
- Svetovalna Služba: Nina Amon Podobnikar in Irena Kržan